# Robert Walser
Robert Otto Walser (ur. 15 kwietnia 1878 w Biel, zm. 25 grudnia 1956 w Herisau) – szwajcarski pisarz tworzący w języku niemieckim. Autor wierszy, powieści, dramatów oraz krótkich utworów prozą.

## Życiorys
Był siódmym dzieckiem z ośmiorga rodzeństwa. Wzrastał w środowisku dwujęzycznym, niemiecko-francuskim. W latach 1884–1892 uczęszczał do szkoły podstawowej i progimnazjum w Biel. Kłopoty finansowe ojca (Adolfa Walsera) zmusiły go w 1892 r. do przerwania edukacji szkolnej i podjęcia pracy zarobkowej. W 1894 r. zmarła jego matka (Elisabeth), od lat cierpiąca na dolegliwości natury psychicznej. Do 1898 r. kilkakrotnie zmieniał miejsce pobytu, najpierw mieszkał w Bernie, potem w Bazylei, następnie przeniósł się do Stuttgartu, gdzie na pewien czas osiadł również jego brat, Karl (w przyszłości ceniony malarz, ilustrator, scenograf teatralny, współpracownik wielu wybitnych reżyserów scen niemieckich). W kolejnych latach pracował w różnych zawodach, m.in. jako urzędnik bankowy, kopista, sekretarz, sprzedawca, bibliotekarz, lokaj. Ze Stuttgartu powrócił pieszo do Szwajcarii, gdzie pozostał do 1905 r., mieszkając głównie w Zurychu. W tym samym czasie podejmował nieudane próby rozpoczęcia kariery aktorskiej.
W 1898 r. miał miejsce literacki debiut Walsera, czasopismo Sonntagsblatt des Bund opublikowało kilka jego wierszy. W następnych latach dochodziło do kolejnych publikacji, głównie utworów poetyckich i krótkich utworów prozą, m.in. w cenionym czasopiśmie literackim Die Insel. W 1905 r. Walser przeprowadził się do Berlina, gdzie ukończył kurs dla służących, po czym jesienią tego samego roku zatrudnił się w charakterze służącego na zamku w Dąbrowie (niem. Dambrau). Postać służącego i doświadczenie służby staną się w przyszłości ważnymi tematami twórczości Walsera, zwłaszcza powieści Jakob von Gunten (1909), pol. Jakub von Gunten (1988).
Na początku 1906 r. Walser wrócił do Berlina, gdzie jego brat, Karl, ułatwiał mu kontakty ze środowiskami literackimi i teatralnymi oraz z wpływowymi wydawcami. Na lata 1906–1909 przypadły największe literackie sukcesy Walsera. Renomowane niemieckie gazety i czasopisma (m.in. Die Schaubühne, Die Neue Rundschau, Berliner Tageblatt, Frankfurter Zeitung) publikowały liczne krótkie utwory prozą (pozostaną one główną formą literackiej aktywności tego autora), a na rynku księgarskim pojawiły się trzy powieści: w 1907 r. Geschwister Tanner (pol. Rodzeństwo Tanner, 1984), w 1908 r. Der Gehülfe (pol. Willa pod Gwiazdą Wieczorną, 1972) i wreszcie Jakob von Gunten. Proza Walsera była pozytywnie odbierana przez krytyków i recenzentów, a także przez innych pisarzy współczesnych. Przychylnie wypowiadał się o niej m.in. Robert Musil, Kurt Tucholsky, Franz Kafka, Hermann Hesse. Za tymi opiniami nie szły jednak wyniki sprzedaży i zainteresowanie czytelników, dlatego od 1910 r. zaznacza się stopniowy spadek zainteresowania twórczością Walsera. W rezultacie pisarz coraz bardziej ograniczał również swoją aktywność w literackich i artystycznych kręgach Berlina, po czym w 1913 r. wrócił do Szwajcarii (najpierw mieszkał u siostry w Bellelay, później, do 1920 r., w rodzinnym Biel, a w latach 1921–1929 w Bernie).
W 1914 r. umarł ojciec pisarza. Po wybuchu I wojny światowej Walser został na kilka tygodni powołany do służby wojskowej. W tym samym roku ukazał się wybór małych próz pt. Geschichten, a za tom Kleine Dichtungen pisarz został uhonorowany jedyną w swoim życiu nagrodą literacką (Preis des Frauenbundes zur Ehrung rheinländischer Dichter). W 1916 umarł brat pisarza, Ernst, od pewnego czasu zmagający się z chorobą psychiczną. Trzy lata później odebrał sobie życie Hermann, drugi brat, profesor geografii w Bernie. Mimo wytężonej pracy, licznych publikacji w szwajcarskiej i niemieckiej prasie oraz kilku wydanych w tym okresie tomów prozatorskich Walser popadał w coraz większą izolację jako pisarz i człowiek. Na dodatek w jego życiu codziennym często zaznaczały się kłopoty finansowe.
Co najmniej od 1917 r. Walser zaczął rozwijać własną oryginalną formę roboczego zapisu nowo powstających utworów prozatorskich, tzw. metodę ołówkową. Polegała ona na spisywaniu tekstów cienko zaostrzonym ołówkiem, bardzo regularnym charakterem pisma (odręczne pismo gotyckie, tzw. Kurrentschrift), ale skrajnie zminiaturyzowanymi literami (o wysokości ok. dwóch milimetrów). Papier był różnego rodzaju, pochodzenia i formatu (m.in. kawałki papieru ilustracyjnego, wizytówki, urzędowe formularze, kwity, jednostronne druki, karty kalendarza, arkusze korektorskie, skrawki gazet, blankiety telegramów, listy i pocztówki). Na jednej karcie mieściło się niekiedy kilka różnych tekstów, włamanych jeden w drugi i często złożonych tak, że chcąc je przeczytać, kartę należało obracać. Walser pozostawił po sobie łącznie 526 kart takich „mikrogramów” (odpowiada to ok. 4000 standardowych stron druku), niektóre z nich przepisywał potem i przeznaczał do publikacji. W tym samym czasie pisarz rozwinął również swoją dawną skłonność do pieszych wędrówek, trwających niekiedy wiele dni i nocy. Postać współczesnego nomady, przemierzającego obce krainy, krajobrazy, miejscowości, miasta, ulice, a do tego wytrwałego obserwatora, należy do najważniejszych w całej prozie Walsera.
W 1921 r. pisarz przeprowadził się do Berna. W tym samym roku pracował nad zaginioną później powieścią pt. Theodor. Okres berneński to pod względem literackim jedna z najbardziej twórczych faz w życiu Walsera. Jego utwory publikowały cenione gazety i czasopisma niemieckojęzyczne, a w 1925 r. powstała, ostatecznie niewydana za życia autora, powieść pt. Der Räuber. Jednak ponowna próba pozyskania uwagi większej liczby czytelników i tym razem nie powiodła się. Czytelnicy, nawet ci o wyrobionym smaku literackim, z coraz większą obojętnością traktowali krótkie utwory prozą Walsera, tematycznie i formalnie bardzo odległe od ówczesnych mód literackich.
W konsekwencji twórczość Walsera popadała w coraz większe zapomnienie. Na dodatek pogłębiały się osobiste i zdrowotne problemy pisarza (stany lękowe, halucynacje). W 1929 r. został on umieszczony w zakładzie dla umysłowo chorych w Waldau (z diagnozą schizofrenii), gdzie jego stan psychiczny szybko uległ stabilizacji. Posługując się „metodą ołówkową”, Walser nadal tworzył krótkie utwory prozą. Nadal też publikował w prasie, choć znacznie rzadziej niż w poprzednich latach. Działalność pisarską ostatecznie porzucił w 1933 r., wtedy też przeniesiono go (wbrew jego woli) do zakładu dla umysłowo chorych w Herisau, gdzie na własne życzenie pozostał do śmierci, mimo iż przez wiele lat nie wykazywał żadnych objawów choroby umysłowej.
W 1935 r. nawiązał z nim kontakt Carl Seelig, szwajcarski pisarz, mecenas sztuki i wydawca. Do pierwszego osobistego spotkania doszło rok później, między Walserem a Seeligiem szybko narodziła się nić porozumienia. W 1943 roku zmarł Karl Walser, w następnym roku siostra Lisa. W tym samym czasie Seelig został prawnym opiekunem zapoznanego pisarza. W zakładzie dla umysłowo chorych Walser spędzał czas, wykonując papierowe torebki i drobne prace porządkowe. W wolnych chwilach czytał (głównie teksty tzw. literatury trywialnej) i odbywał długie wędrówki piesze. W tych ostatnich często towarzyszył mu właśnie Seelig, który wspomnienia ze wspólnych spacerów i rozmów z Walserem zawarł później w książce pt. Wanderungen mit Robert Walser (1957). Także dzięki staraniom Seeliga powoli wydobywano twórczość Walsera z zapomnienia. W 1947 r. ukazała się pierwsza biografia pisarza (Otto Zinniker, Robert Walser der Poet), a sześć lat później zapoczątkowano pierwszą zbiorczą (pięciotomową) edycję jego utworów prozatorskich (Dichtungen in Prosa, 1953–1961).
Robert Walser zmarł na atak serca podczas jednego ze swoich długich, samotnych spacerów w pobliżu Herisau. Był pierwszy dzień świąt Bożego Narodzenia 1956 r., ciało przez pewien czas leżało na śniegu, dopóki nie odnalazły go bawiące się w pobliżu dzieci. Okoliczności zgonu pisarza do złudzenia przypominały śmierć poety Sebastiana, jednego z bohaterów powieści Rodzeństwo Tanner.

## Twórczość literacka

### Informacje ogólne
Robert Walser zaczynał jako poeta, okazjonalnie próbował swoich sił także w małych formach dramatycznych i powieści, lecz zdecydowanie najwięcej pozostawił po sobie krótkich utworów prozą. One też po dziś dzień stanowią główny „znak rozpoznawczy” jego obszernej spuścizny literackiej. Co prawda sam Walser charakteryzował te teksty nieco inaczej. W szkicu pt. Eine Art Erzählung znajduje się następujące wyznanie: 
Moje utwory prozą nie są wedle mnie niczym innym jak częściami długiej, pozbawionej akcji realistycznej historii. Szkice, które od czasu do czasu fabrykuję, to dla mnie mniejsze lub większe rozdziały powieści. Ta powieść, którą wciąż piszę i piszę, to zawsze ta sama powieść i można by ją określić jako wielorako pociętą albo podzieloną księgę o mnie.
Utwory Walsera są najczęściej mocno osadzone w kontekście autobiograficznym, nie mają wyraźnej linii fabularnej i tematów wiodących, a wręcz ostentacyjne zarzucają rozpoczęte wątki. Ponadto charakteryzuje je spontaniczność, uczuciowa ekspresja, fantazyjność, pogoda ducha, niewolna wszakże od melancholii i egzystencjalnych lęków. Istotnym rysem tego pisarstwa jest zmysł obserwacyjny (odnoszący się zwłaszcza do sytuacji z codziennego życia), ciepła ironia, do tego zabawa konwencjami literackimi i oczekiwaniami czytelniczymi, impresyjność, aluzyjność, wielogłosowość, intermedialność (nawiązania do malarstwa, muzyki, teatru, tańca, radia, fotografii, kina), intertekstualność (nawiązania do innych twórców literatury i innych gatunków literackich). Dla Walsera fabuła stanowi w istocie tylko pretekst do ukazania przeżyć spontanicznych i nieukierunkowanych. To autor proteuszowy, nieustannie dający do zrozumienia, że jest gotowy na każdą ewentualność; że nie pozwoli się zwieść określonej tendencji czy idei przewodniej. W jego utworach można zauważyć silną nieufność wobec jakichkolwiek definitywnych rozstrzygnięć oraz splatanie motywów przewrotnie czerpanych z literatury wysokiej i trywialnej. Liczne postacie, jak zauważa Małgorzata Łukasiewicz, sprawiają wrażenie nieznośnie papierowych: „Z reguły nie wiadomo, jak wyglądają, jaki mają charakter, temperament, poglądy, przeszłość, skąd się w ogóle wzięły. Jeżeli zaś takie dane pojawiają się, […] wydają się przypadkowe i nieistotne, nie wiążą się w integralną całość”. Co ważne, bohaterami Walsera są najczęściej ludzie młodzi – początkujący aktorzy, drobni urzędnicy, malarze – lecz młodość jest, jak ponownie zauważa Łukasiewicz, „wykładnikiem określonej pozycji w społeczeństwie, pozycji na marginesie […]. To młodość bez przyszłości, bez perspektyw dla poszczególnych jednostek i bez obietnic dla zbiorowości”. Między poszczególnymi, ledwie zarysowanymi wydarzeniami rzadko zachodzi wyraźny związek przyczynowo-skutkowy, tak iż w rezultacie większości utworów Walsera niepodobna streścić, niepodobna ująć w system ani spreparować tak, by wydzielić z ich tkanki to, co ważkie i to, co błahe. Mimo to można wyróżnić dominujące motywy i postacie: natura, krajobraz (zachwyt naturą i krajobrazem), spacer (spacerowicz), wędrówka (wędrowiec), miasto (mieszkaniec miasta), rzeczy, biuro (drobny urzędnik, najczęściej młody), służba (służący, lokaj), aktor (aktorka), dzieciństwo (dziecko), pisarz/poeta.
W swojej twórczości prozatorskiej Walser stosował liczne zabiegi auto- i metafikcjonalne, poetykę maski (narrator często przedstawia się jako człowiek naiwny, dyletant, poczciwy głupiec), strukturę mozaikową, gry językowe nawiązujące do języka potocznego i/lub języka mówionego. Opisywane wydarzenia Walser łączył zazwyczaj nie na poziomie fabuły, lecz dzięki analogiom, przeciwieństwom, figurom retorycznym, luźnym skojarzeniom. Jego utwory wymykają się tradycyjnym podziałom gatunkowym: wiersze przechodzą prozę, proza w dramat liryczny, dramat liryczny w opowiadania, opowiadania w powieść i na odwrót. Z tych wszystkich powodów twórczość Walsera z jednej strony wykazuje pokrewieństwo z eksperymentalnymi i awangardowymi nurtami literatury nowoczesnej pierwszych dekad XX w., z drugiej, ze względu na radykalność stosowanych zabiegów literackich, jak również ze względu na jedyny w swoim rodzaju sposób zapisu wielu tekstów (mikrogramy) jest zjawiskiem osobnym i wyjątkowym na mapie literatury ostatniego stulecia. Obecnie stawia się ją na równi z dokonaniami największych innowatorów literatury XX w., takich jak Franz Kafka, Marcel Proust, James Joyce, Robert Musil czy Hermann Broch.
Twórczość Walsera zazwyczaj dzieli się na cztery najważniejsze etapy: wczesny okres (1898–1905), okres berliński (1905–1913), okres pobytu w Biel (1913–1921) oraz w Bernie (1921–1933).

### 1898-1905 (początki)
W pierwszym okresie (naznaczonym w pewnej mierze poetyką secesji i estetyzmu) Walser próbował swoich sił głównie w poezji i małych formach prozatorskich. Pierwsza publikacja książkowa miała miejsce w 1904 roku (Fritz Kochers Aufsätze) i obejmowała krótkie utwory prozą, a dokładniej rzecz ujmując, rozprawki szkolne rzekomo napisane przez niejakiego Fritza Kochera, alter ego Walsera. Sam Walser we wstępie do zbioru przedstawia się zaledwie jako wydawca tekstów Kochera, zmarłego gimnazjalisty, który w swoich utworach porusza takie kwestie jak „jesień”, „moja góra” czy „uprzejmość” – tematy, które na przełomie XIX i XX w. rzeczywiście omawiano w szwajcarskich szkołach na lekcjach języka niemieckiego. Recenzenci na ogół przyjęli debiut Walsera przychylnie (chwalono zwłaszcza prostotę, a równocześnie oryginalność stylu), niestety książka sprzedawała się słabo.
W tym samym czasie Walser próbował swoich sił również w małych formach dramatycznych oraz publikował liczne wiersze w rozmaitych szwajcarskich i niemieckich periodykach. Edycja książkowa powstałych wtedy utworów lirycznych ukazała się nieco później, w 1909 r.

### 1905-1913 (Berlin)
Z przeprowadzką się do Berlina, najważniejszego ośrodka literackiego i wydawniczego w krajach niemieckojęzycznych, Walser wiązał wielkie nadzieje. Liczył bowiem na to, że jego kariera literacka nabierze rozpędu, a on sam z czasem będzie mógł utrzymywać się wyłącznie z pisania. Początki były obiecujące: w bardzo szybkim tempie Walser napisał i wydał (w renomowanym wydawnictwie Bruno Cassirer Verlag) trzy wspomniane wcześniej powieści, które miały wzmocnić i ugruntować jego pozycję na rynku wydawniczym. Oprócz tego publikował w znanych gazetach i czasopismach krótkie utwory prozą oraz wiersze.
Powieści doczekały się licznych omówień i przychylnego odbioru, aczkolwiek głównie wśród krytyków, recenzentów i kolegów po piórze. Każda z nich odznacza się odmiennym charakterem, stylem, klimatem, tematyką, jednakże wszystkie są – co prawda na różny sposób, najczęściej z wyraźnie polemiczną intencją – osadzone w tradycji tzw. powieści rozwojowej (Entwicklungsroman). Autobiograficzna powieść Rodzeństwo Tanner opisuje losy dwudziestoletniego Simona Tannera, niedoszłego urzędnika bankowego, który prowadząc życie wędrowne i pozbawione zawodowych perspektyw, poszukuje swojego miejsca w świecie. Utwór jest pozbawiony wyrazistej fabuły, dominują w nim impresyjne monologi głównego bohatera. Inaczej rzecz się ma z drugą powieścią Walsera, bardziej realistyczną w charakterze, pt. Willa pod Gwiazdą Wieczorną. To historia Józefa Marti, który pracując w charakterze pomocnika inżyniera Carla Toblera, obserwuje proces stopniowego upadku ekonomicznego rodziny swojego pryncypała, upadku spowodowanego inwestycjami w nieudane wynalazki. Z kolei Jakub von Gunten zawiera fikcyjne zapiski dziennikowe tytułowego bohatera, który trafia do tajemniczej instytucji kształcącej przyszłych służących. W tej wieloznacznej powieści – której klimat wielu późniejszym czytelnikom przywodził na myśl prozę Franza Kafki – elementy realizmu powieściowego mieszają się z poetyką marzeń sennych. Ważną rolę odgrywa ponadto krytyka społeczna: bohater Walsera zwraca się przeciwko opresyjnym metodom socjalizacji, czyli dopasowywania charakteru jednostki do oczekiwań, jakie ma wobec niej społeczeństwo.

### 1913-1921 (Biel)
Mimo z reguły przychylnych omówień w prasie, każda kolejna powieść Walsera sprzedawała się coraz słabiej. Pisarz, zniechęcony brakiem sukcesów, zmęczony życiem w stolicy, krytyczny wobec komercyjnych reguł rządzących rynkiem wydawniczym, powrócił do Szwajcarii. Ograniczył swoje kontakty osobiste, jednak pisał i publikował nadal bardzo dużo, teraz głównie krótkie utwory prozą. W ciągu kilku lat ukazało się osiem tomów małej prozy: Aufsätze (1913), Geschichten (1914) Kleine Dichtungen (1915), Prosastücke (1917), Der Spaziergang (1917), Kleine Prosa (1917), Poetenleben (1917), Seeland (1920). W 1918 r. Walser pracował nad powieścią pt. Tobold, która jednak nie została wydana i nie zachowała się.
W twórczości Walsera daje się zauważyć odwrót od tematyki wielkomiejskiej, charakterystycznej dla okresu berlińskiego. Silniej za to uwidaczniają się motywy naznaczone poetyką romantyzmu, związane głównie ze szwajcarską przyrodą i krajobrazem. Co prawda obrazy harmonii i szczęścia przeplatają się z doświadczeniem izolacji, rezygnacji, opuszczenia. Z czasem pogłębia się też ironia i sarkazm. Elementy idylliczne, wyraźne zwłaszcza w latach 1913–1915, później stopniowo ulegają osłabieniu, przede wszystkim pod wpływem wydarzeń historycznych (I wojna światowa). Pogarszająca się z roku na rok sytuacja gospodarcza w Europie nie pozostała bez wpływu na obroty branży wydawniczej i księgarskiej. Dochody Walsera, i tak już niewielkie, jeszcze się zmniejszyły. Również z tego powodu w twórczości pisarza przybiera na sile krytyka cywilizacji, społeczeństwa, wojny. A także tzw. przemysłu kulturowego, zdaniem pisarza nastawionego przede wszystkim na zysk, a nie na rozwój sztuki i literatury.
W tej sytuacji Walser stopniowo popadał w coraz głębszy kryzys osobisty i pisarski. Skutecznym sposobem na przezwyciężenie tego ostatniego stała się metoda ołówkowa.

### 1921-1933 (Berno)
Przeprowadzka do Berna wiązała się z kilkoma istotnymi zmianami w życiu pisarza. Przede wszystkim, nie mogąc dłużej utrzymać się wyłącznie z pisania, przejściowo podjął on pracę zarobkową jako bibliotekarz. Równocześnie przełamał kryzys twórczy i na powrót spróbował swoich sił na ogólnoniemieckim rynku wydawniczym. Jego krótkie utwory prozą, głównie o charakterze poetycko-felietonistycznym, ukazywały się w najważniejszych niemieckojęzycznych gazetach i czasopismach tamtych lat (Prager Presse, Berliner Tageblatt, Frankfurter Zeitung). Były to przeważnie obserwacje z życia codziennego, poetyckie impresje, niewolne wszakże od celnych obserwacji społecznych oraz elementów autorefleksyjnych. Walser więcej uwagi poświęcał też samej czynności pisania, która stała się częstym tematem jego utworów.
Ogólnie daje się zauważyć radykalizacja stylu i metod pisarskich Walsera, który coraz mniejszą uwagę przykłada do podziałów gatunkowych, linearności fabularnej i psychologii postaci. Jego krótkie utwory prozą z tego okresu (większość z nich Walser zapisywał najpierw metodą ołówkową) to skomplikowane, nie dające się streścić montaże literackie, na które składają się impresje, refleksje, obserwacje, gry i zabawy językowe, ironia, zamierzone nawiązania do literatury trywialnej, udawana naiwność. Oprócz tego Walser pracuje nad wierszami, drobnymi formami dramatycznymi i powieścią Der Räuber.
Mimo że olbrzymia część całej spuścizny pisarskiej Walsera pochodzi właśnie z okresu berneńskiego, pojawia się wówczas jedna tylko publikacja książkowa, tom Die Rose z 1925 r. Powstałe w tym czasie liczne mikrogramy zostały odcyfrowane w całości dopiero w latach 1985–2000 (przez Bernharda Echte i Wernera Morlanga) i wydane w sześciu tomach (Aus dem Bleistiftsgebiet). Zapisaną w formie mikrograficznej powieść Der Räuber odcyfrowano i opublikowano wcześniej, w latach siedemdziesiątych (dokonali tego wspólnie Jochen Greven i Martin Jürgens).

### Recepcja
Do ponownego zainteresowania twórczością Walsera, pisarza aż do lat dwudziestych XX w. znanego i cenionego, potem zaś, przez kolejne dwie dekady, niemal całkowicie zapomnianego, przyczyniły się z początku zabiegi jego wieloletniego opiekuna, Carla Seeliga. Edycje Seeliga zawierały jednak wiele różnego rodzaju nieścisłości i usterek. Profesjonalne badania nad utworami Walsera zainicjował Jochen Greven, autor pierwszej w języku niemieckim monografii poświęconej temu pisarzowi (Existenz, Welt und reines Sein im Werk Robert Walsers, 1959), redaktor pierwszej edycji dzieł zebranych (Robert Walser: Das Gesamtwerk, 13 tomów, 1966–73) oraz niestrudzony propagator twórczości szwajcarskiego autora. Począwszy od lat siedemdziesiątych XX w. Walser zaczyna być zaliczany do najoryginalniejszych i najważniejszych twórców literatury XX w., nie tylko niemieckojęzycznej, lecz także światowej. Jego proza staje się przedmiotem zainteresowania badaczy literatury na całym świecie, w ślad za tym idą przekłady na języki obce.
Pierwsze polskie tłumaczenie Walsera ukazało się w 1972 r. (Willa pod Gwiazdą Wieczorną, tłum. T. Jętkiewicz). Następnych przekładów dokonywała niemal bez wyjątku M. Łukasiewicz: Rodzeństwo Tanner (1984), Jakub von Gunten (1988), Przechadzka i inne utwory (1990), Dziwne miasto: Historie i rozprawki (2001), Mały krajobraz ze śniegiem, Niedzielny spacer (2005). W 2013 r. ukazał się po polsku tom pt. Mikrogramy (tłum. M. Łukasiewicz, Ł. Musiał, A. Żychliński), zawierający wybór ze spuścizny mikrograficznej Walsera. M. Łukasiewicz jest również autorką jedynego jak dotąd w Polsce obszerniejszego wprowadzenia do życia i twórczości tego pisarza (Robert Walser, Warszawa 1990).

### Działalność Robert Walser-Zentrum
Od 1967 r. spuścizną Walsera zarządzała Carl Seelig-Stiftung (Fundacja im. Carla Seeliga). W 1973 r. powołano Robert Walser-Archiv (Archiwum Roberta Walsera), w 1996 r. powstało, m.in. z inicjatywy fundacji, Robert Walser-Gesellschaft (Towarzystwo im. Roberta Walsera). Od 2004 r. Carl Seelig-Stiftung działa pod nazwą Robert Walser-Stiftung Zürich (Fundacja im. Roberta Walsera Zurych), a od 2009 jako Robert Walser-Stiftung Bern (Fundacja im. Roberta Walsera Berno). W tym samym roku otwarto w Bernie Robert Walser-Zentrum (Centrum im. Roberta Walsera), instytucję zarządzającą spuścizną i dziełami Walsera oraz skupiającą badaczy jego twórczości. Do jej zadań należy ponadto aktywna współpraca z uczelniami wyższymi, instytucjami naukowymi, artystycznymi i kulturalnymi, bibliotekami, archiwami, teatrami, szkołami, wydawnictwami, tłumaczami. Biblioteka Centrum posiada w swoich zasobach bogatą kolekcję publikacji poświęconych twórczości szwajcarskiego pisarza oraz jej tłumaczenia na języki obce.

## Dorobek pisarski

### Wydania do 1956 r.
- Fritz Kochers Aufsätze, 1904
- Geschwister Tanner, 1907, wyd. pol.: Rodzeństwo Tanner, 1984, tłum. M. Łukasiewicz
- Der Gehülfe, 1908, wyd. pol.: Willa pod Gwiazdą Wieczorną, 1972, tłum. T. Jętkiewicz
- Jakob von Gunten, 1909, wyd. pol.: Jakub von Gunten, 1988, tłum. M. Łukasiewicz
- Gedichte, 1909
- Aufsätze, 1913, wyd. pol. w zbiorze: Dziwne miasto, 2001, tłum. M. Łukasiewicz
- Geschichten, 1914, wyd. pol. w zbiorze: Dziwne miasto, 2001, tłum. M. Łukasiewicz
- Kleine Dichtungen, 1914
- Kleine Prosa, 1917
- Der Spaziergang, 1917
- Poetenleben, 1917, wyd. pol. w zbiorze: Niedzielny spacer, 2005, tłum. M. Łukasiewicz
- Prosastücke, 1916
- Komödie, 1919
- Seeland, 1920, wyd. pol. w zbiorze: Niedzielny spacer, 2005, tłum. M. Łukasiewicz
- Die Rose, 1925, wyd. pol. w zbiorze: Niedzielny spacer, 2005, tłum. M. Łukasiewicz
- Walser, Robert: Große kleine Welt. Eine Auswahl. Hg. v. Carl Seelig. Erlenbach-Zürich, Leipzig 1937
- Walser, Robert: Robert Walser. Aus: „Große kleine Welt”, „Kleine Dichtungen”, „Poetenleben”. o. J. [1940] (=Schweizer Dichter. Eine Sammlung für die schweizerischen Mittelschulen; 1), (Mit einem Vorwort v. Carl Seelig)
- Walser, Robert: Vom Glück des Unglücks und der Armut. Hg. v. Carl Seelig. Basel 1944 (=Sammlung Klosterberg. Schweizerische Reihe)
- Walser, Robert: Stille Freuden. Hg. v. Carl Seelig. Olten 1944
- Walser, Robert: Dichterbildnisse. Hg. v. Carl Seelig. Schaffhausen 1947 (=Tobias Stimmer-Drucke, 1)
- Walser, Robert: Die Schlacht bei Sempach. Eine Geschichte. St. Gallen 1950 (=Der Bogen; 3)

### Wydania po 1956 r. (wybór)
- Walser, Robert: Das Gesamtwerk (12 t.). Hg. v. Jochen Greven. Genf, Hamburg 1966–1975

- Walser, Robert: Sämtliche Werke in Einzelausgaben (20 t.). Hg. v. Jochen Greven. Zürich, Frankfurt am Main 1985–1986

- Walser, Robert: Aus dem Bleistiftgebiet. Hg. v. Bernhard Echte u. Werner Morlang i. A. des Robert Walser-Archivs der Carl Seelig-Stiftung, Zürich. Frankfurt am Main 1985–2000, wybór pol.: Mikrogramy, tłum. M. Łukasiewicz, Ł. Musiał, A. Żychliński, Kraków 2013
- Die Kritische Robert Walser-Ausgabe. Kritische Ausgabe sämtlicher Drucke und Manuskripte. Hg. v. Wolfram Groddeck u. Barbara von Reibnitz. Basel i. A. der Stiftung für eine Kritische Robert Walser-Ausgabe, Basel. Frankfurt am Main, Basel seit 2008 (KWA)

- Walser, Robert: Werke. Berner Ausgabe. Hg. v. Lucas Marco Gisi, Reto Sorg, Peter Stocker u. Peter Utz i. A. der Robert Walser-Stiftung Bern. Berlin seit 2018

### Przekłady na j. polski
- Willa pod Gwiazdą Wieczorną, tłum. T. Jętkiewicz, Warszawa 1972
- Rodzeństwo Tanner, tłum. M. Łukasiewicz, Poznań 1984
- Jakub von Gunten, tłum. M. Łukasiewicz, Poznań 1988
- Przechadzka i inne utwory, tłum. M. Łukasiewicz, Warszawa 1990
- Dziwne miasto. Historie i rozprawki, tłum. M. Łukasiewicz, Warszawa 2001
- Mały krajobraz ze śniegiem, tłum. M. Łukasiewicz, Warszawa 2003
- Niedzielny spacer, tłum. M. Łukasiewicz, Warszawa 2005
- Mikrogramy, tłum. M. Łukasiewicz, Ł. Musiał, A. Żychliński, Kraków 2013
- Zbój, tłum. M. Łukasiewicz, Warszawa 2020

## Ekranizacje (wybór)
W 1995 premierę miał film braci Quay – Instytut Benjamenta, będący swobodną adaptacją powieści Jakub von Gunten.